# Vertikální zahrada

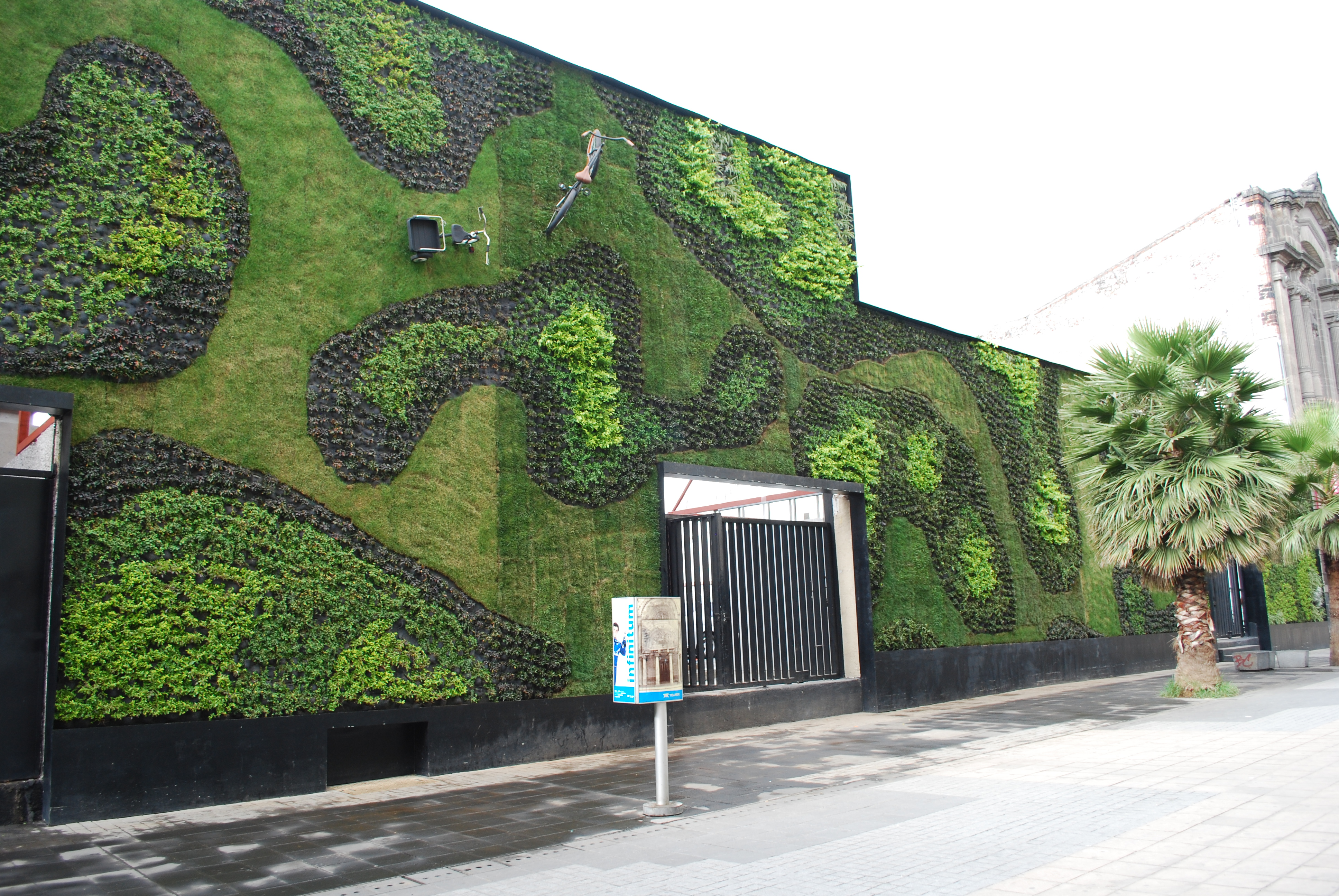
Vertikální zahrada na Universidad del Claustro de Sor Juana

Vertikální zahrada je časté označení pro plochu s výsadbou rostlin, která je spíše nebo zcela svislá. Tato úprava je někdy nazývána zelená stěna, živá stěna, vegetační stěna, zelená zeď, zelená fasáda. Někdy jde o rostliny, které vyrůstají v prostředí s umělou závlahou nebo v hydroponii, jindy na ploše rozdělené do malých nádob, v dalším případě jde o rostliny pěstované v plochých panelech, které jsou později umístěny svisle. Spadají pod modro-zelenou infrastrukturu, tedy prvky, jež se snaží o větší harmonii staveb a měst s přírodou.
Stěny porostlé popínavými dřevinami či bylinami nejsou v Česku[zdroj?] považovány za „vertikální zahradu“, nýbrž za stěnu popnutou popínavými dřevinami nebo bylinami. Vertikální zahrady mohou mít výtvarně působící zpracování, podobně jako je tomu u okrasných zahrad.
Vertikální zahrady jsou umísťovány v interiéru nebo exteriéru, volně stojící nebo se připevňují ke stávající zdi. Jsou tvořeny v široké škále velikostí. V roce 2012 pokrývala největší vertikální zahrada plochu 2 700 m² a nacházela se v mexickém Los Cabos na budově International Convention Center.

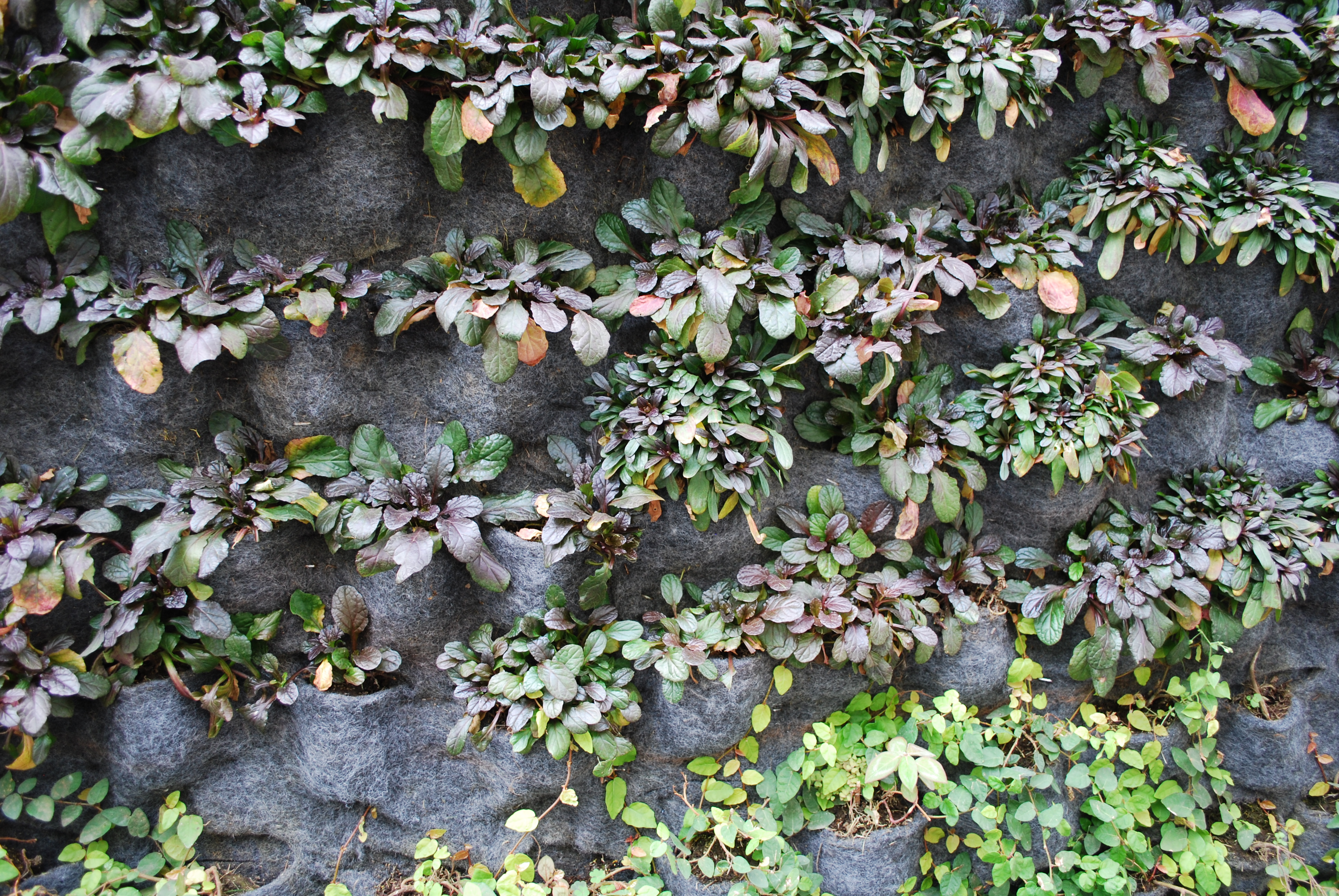
Vertikální zahrada na Universidad del Claustro de Sor Juana

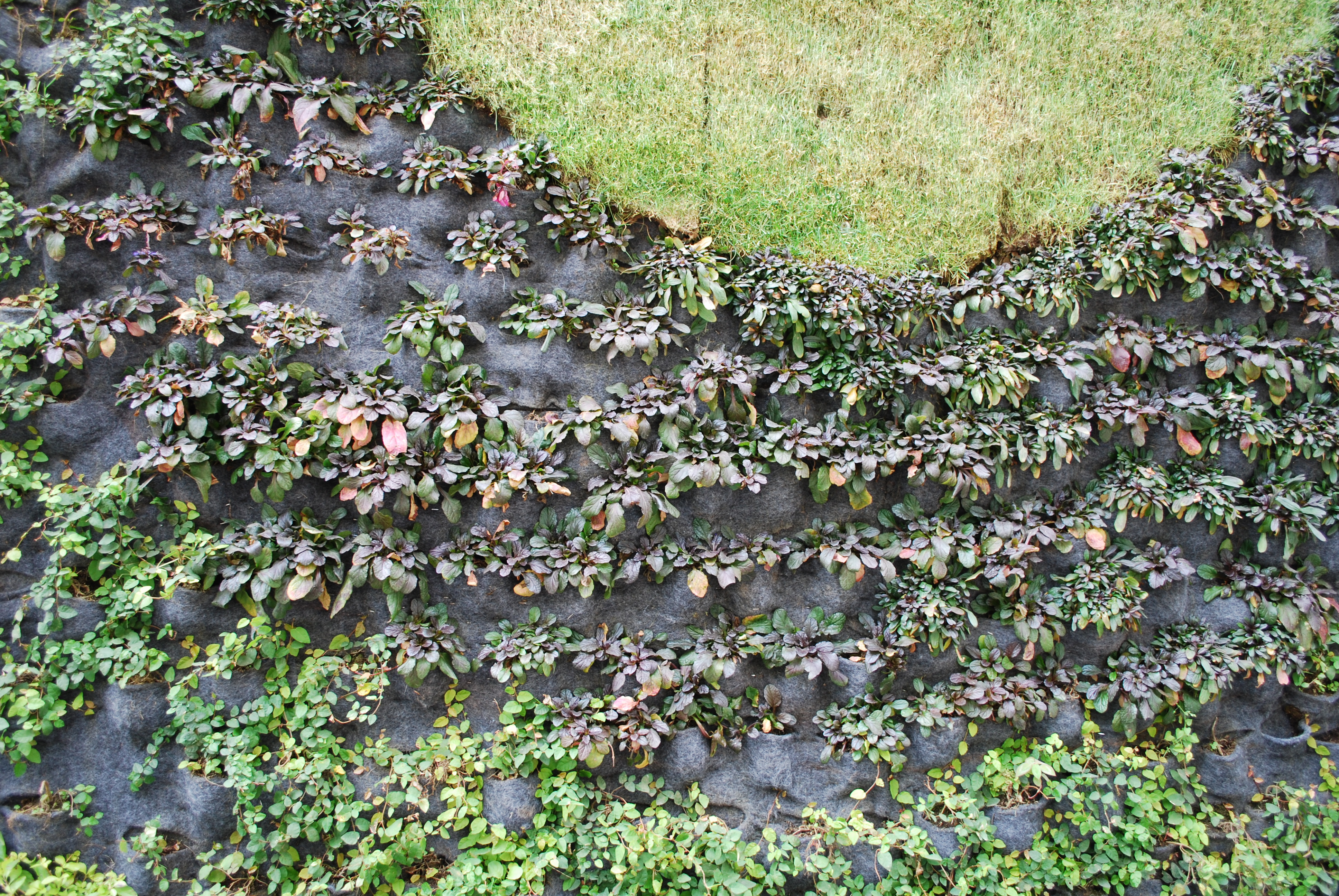
Vertikální zahrada na Universidad del Claustro de Sor Juana

Vertikální zahrady zažívají nárůst popularity.[kdy?][zdroj?] Ze 61 velkých venkovních vertikálních zahrad, jež jsou uvedeny[kdy?] v on-line databázi na greenroof.com, jich bylo 80 % postaveno v roce 2009 nebo po tomto datu a 93 % nejpozději po roce 2007. Mnoho známých úprav tohoto druhu bylo postaveno institucemi na veřejných místech, jako jsou například letiště. Stávají se běžnými a zlepšují estetiku budov. Takové vertikální zahrady se nacházejí na mezinárodním letiští Edmonton v Kanadě, letišti Singapur-Changi, letišti Čhatrapatího Šivádžího v Mumbaji a dalších. Ovšem vertikální zeleň může mít i nepříjemné důsledky.
Zatímco Patrick Blanc je někdy uváděn jako autor konceptu, který vznikl na konci 80. let 20. století, skutečným vynálezcem je Stanley Hart White, profesor krajinářské architektury, který si patentoval zelené stěnové systémy již v roce 1938. S podobnými úpravami experimentoval v 80. letech v ČSSR i zahradní architekt Ivar Otruba.

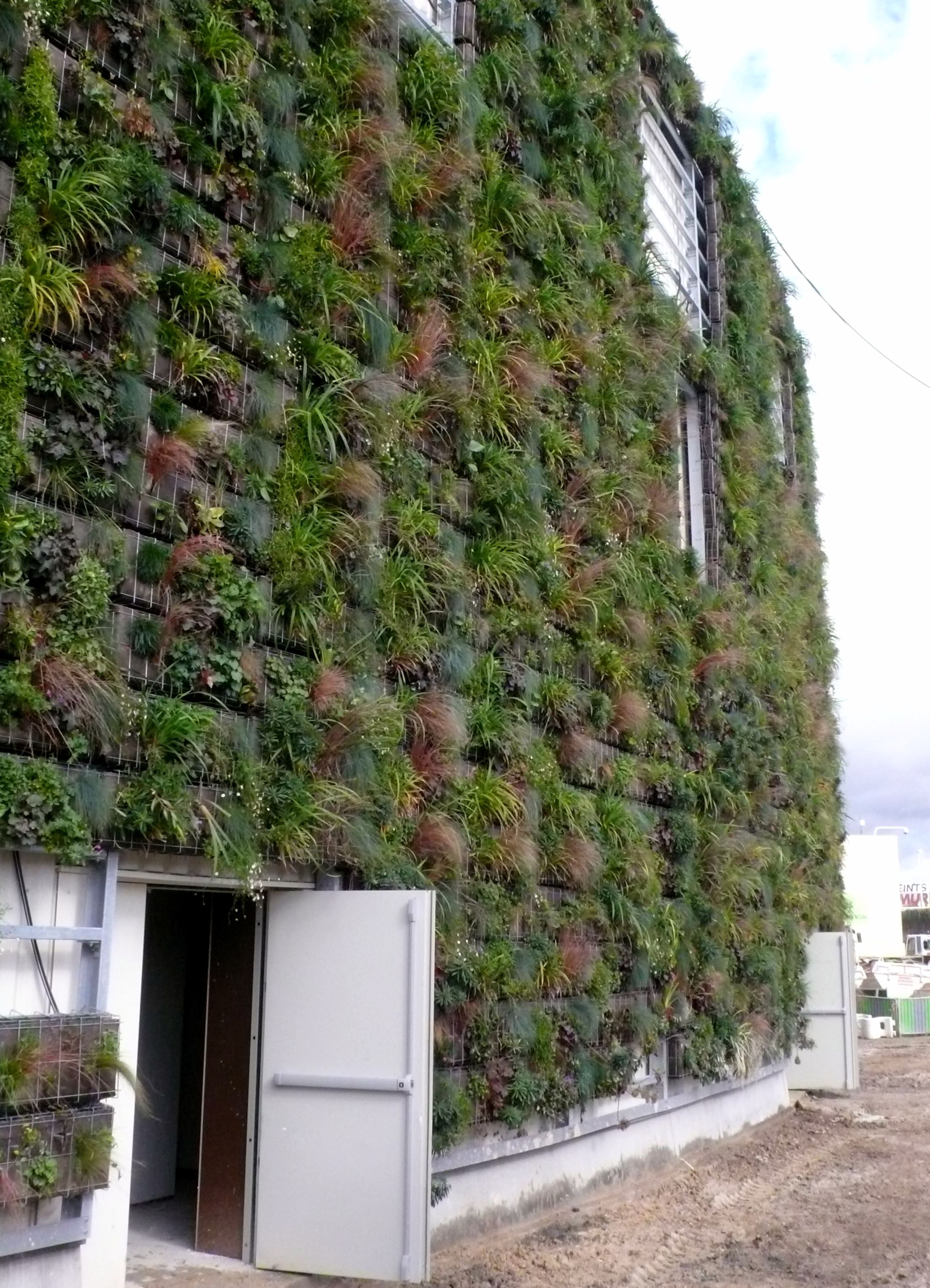
Vertikální zahrada v Sentier Claye-Souilly

## Typy
Zelené stěny jsou často vyrobeny z jednotlivých panelů, v kterých je ukotveno růstové médium. Lze je rozdělit podle typu růstového média, kterými jsou sypké hmoty, rohože nebo systémy složené z hliníkových kazet. Obecně platí pro všechny tyto úpravy, že jsou velmi drahé při zhotovení a velmi drahé při údržbě a péči (zálivka, hnojení, opravy). Způsoby zásobování rostlin živinami a vodou mohou být odlišné. Výhodou systémů složených z jednotlivých prvků je možnost výměny a snadné opravy. S velikostí vertikální zahrady a výškou celku obvykle narůstají náklady.

### Vertikální zahrady se sypkými hmotami
Některé z vertikálních zahrad jsou tvořeny „půdou na polici“ nebo systémem typu „půda v pytli“. Substrát je upevněn mezi přepážkami (v truhlíku, nádobě) nebo v kapse a pak umístěn na stěnu. Tyto systémy vyžadují výměnu substrátu alespoň jednou za rok v exteriéru a zhruba každé dva roky v interiérech. Systémy se sypkými substráty nejsou vhodné pro oblasti s jakoukoliv seismickou aktivitou. Opravy mohou být prováděny pouze umístěním půdy do otvorů na stěně, což je obtížné a chaotické. Systémy volné půdy by neměly být používány v oblastech, kde bude hodně veřejného života, protože jsou zdrojem znečištění a substráty se v průběhu času krůček po krůčku uvolňují. A to je velmi významná vlastnost, protože substráty těchto úprav mohou být snadno odnášeny pryč větrem či vyplavovány dešti. Vertikální zahrady této konstrukce by neměly být konstruovány vyšší než 8 m. U některých systémů v Asii byl problém eroze sypkých médií vyřešen s pomocí stínicích systémů. U sypkého média v rámci vertikální zahrady dochází v případě seizmických otřesů ke zkapalnění směsi, proto je nutné, aby rostliny byly připevněny k opoře, a tím se zabránilo pádu rostlin (uvolněných ze substrátu) ze zdi. Systémy s volnou půdou se nejlépe hodí pro domácí zahrady, kde jsou požadovány každoroční nebo sezónní výsadby. Vertikální zahrady bez půdy a sypkých médií jsou vhodné pro všechna použití.

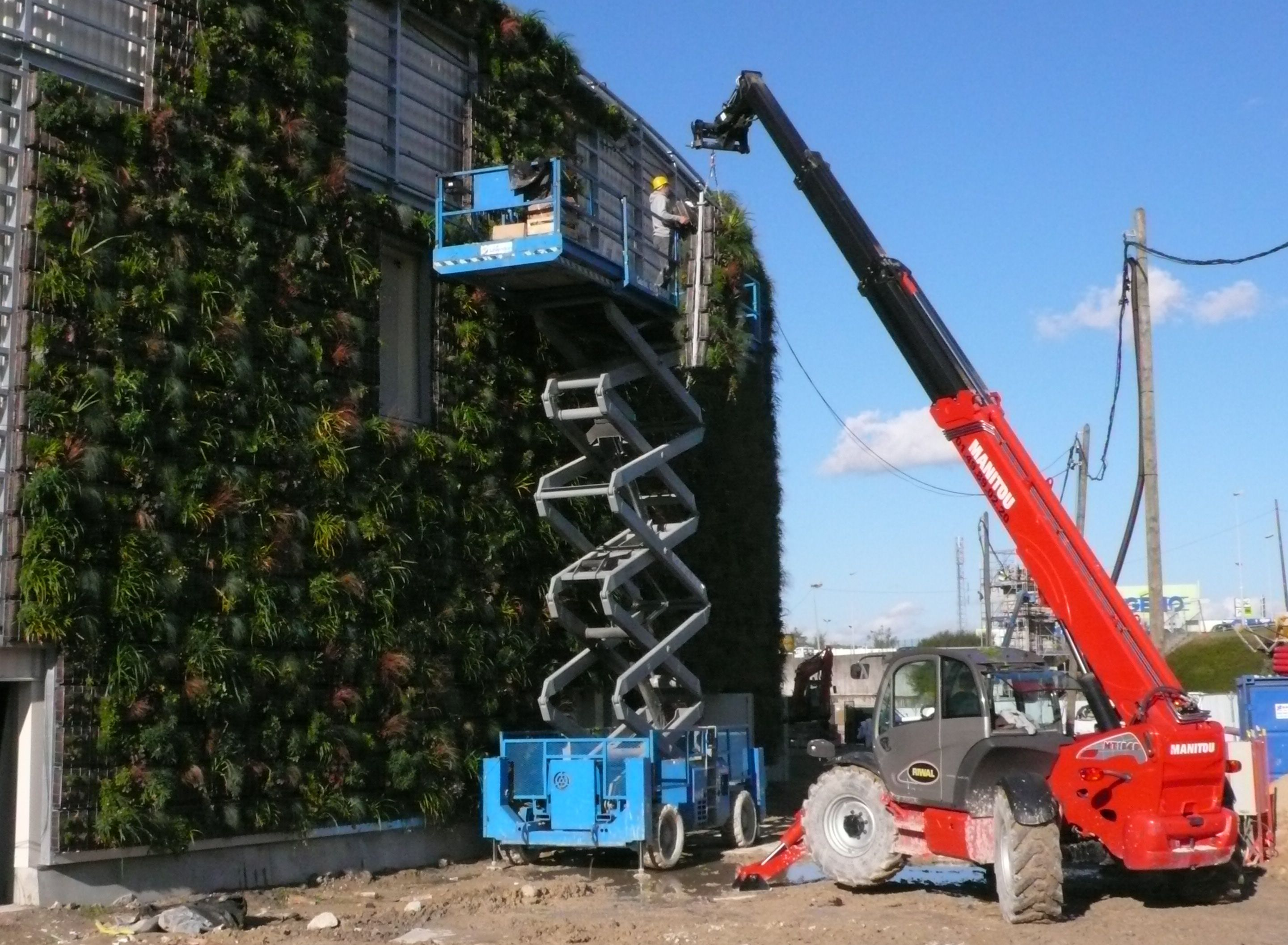
Výstavba zelené stěny jako součást obchodního centra
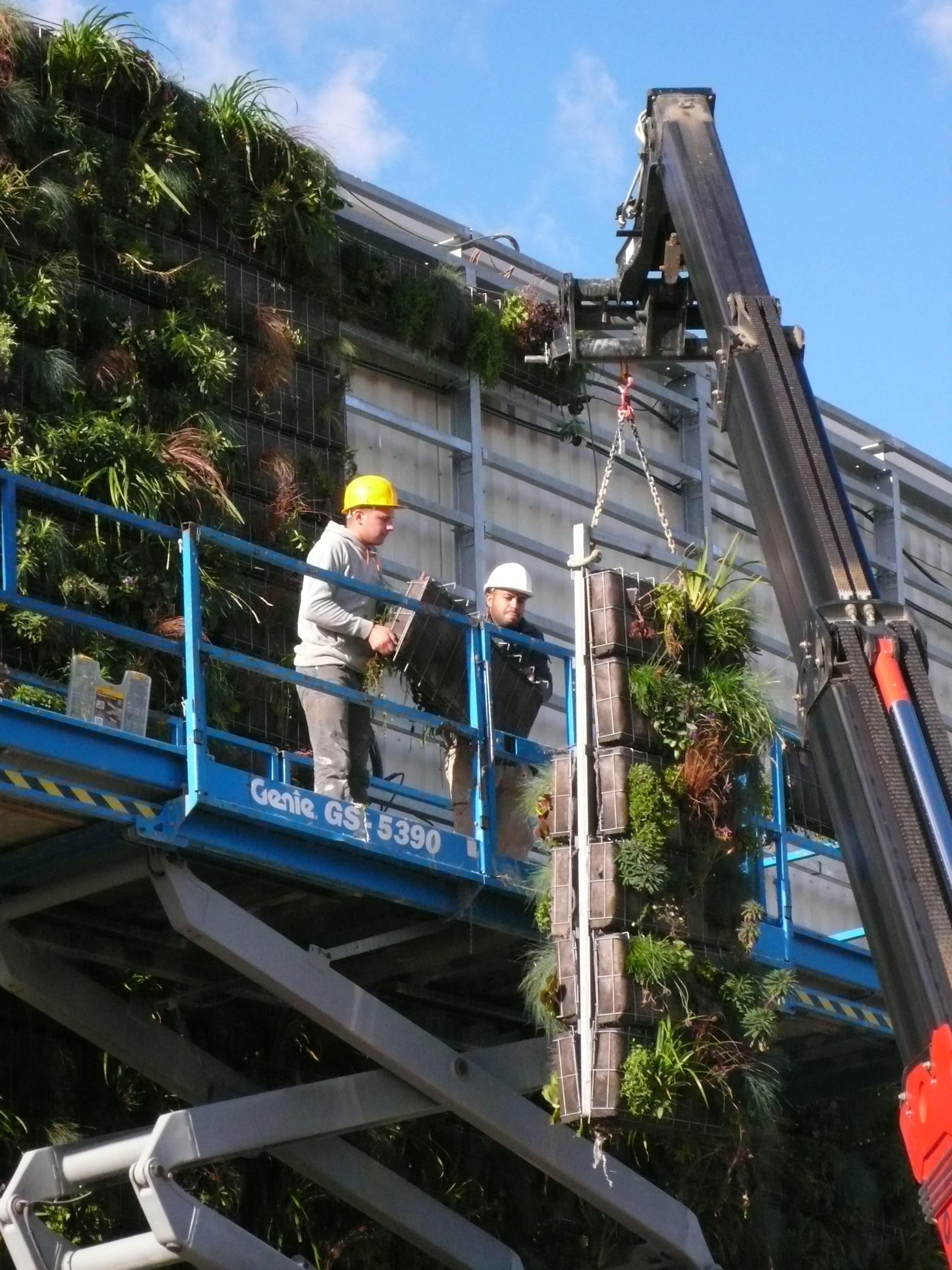
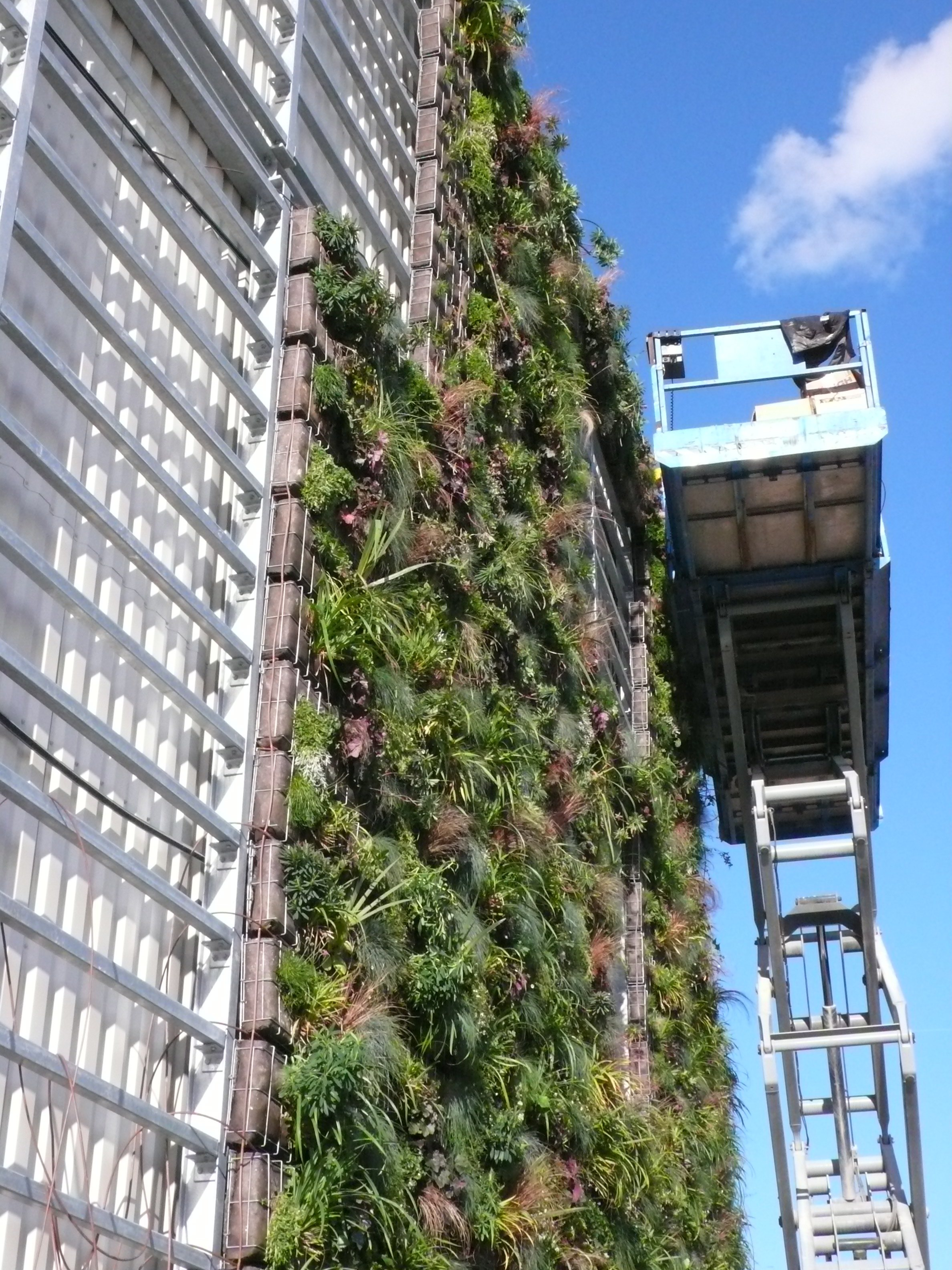
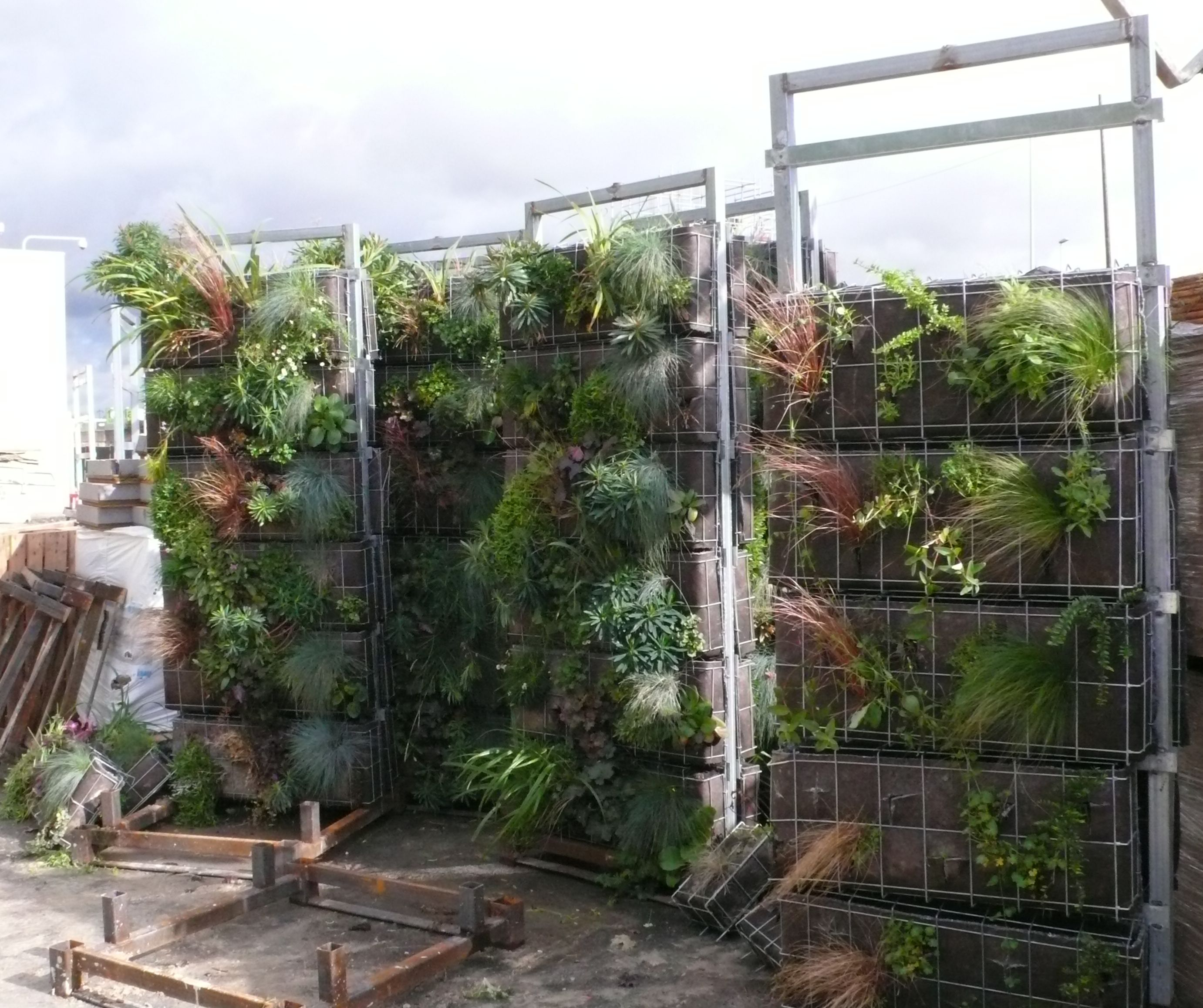
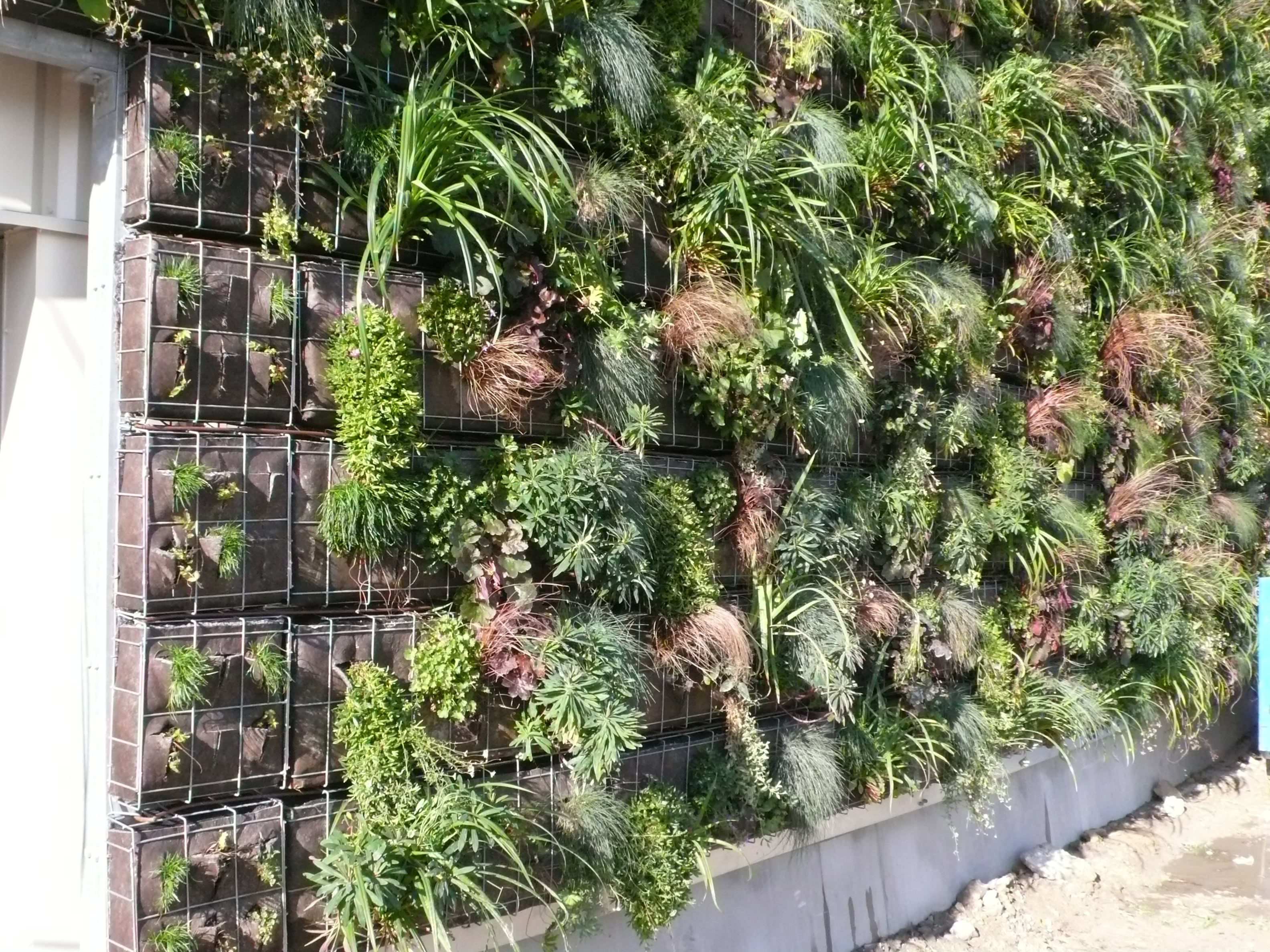
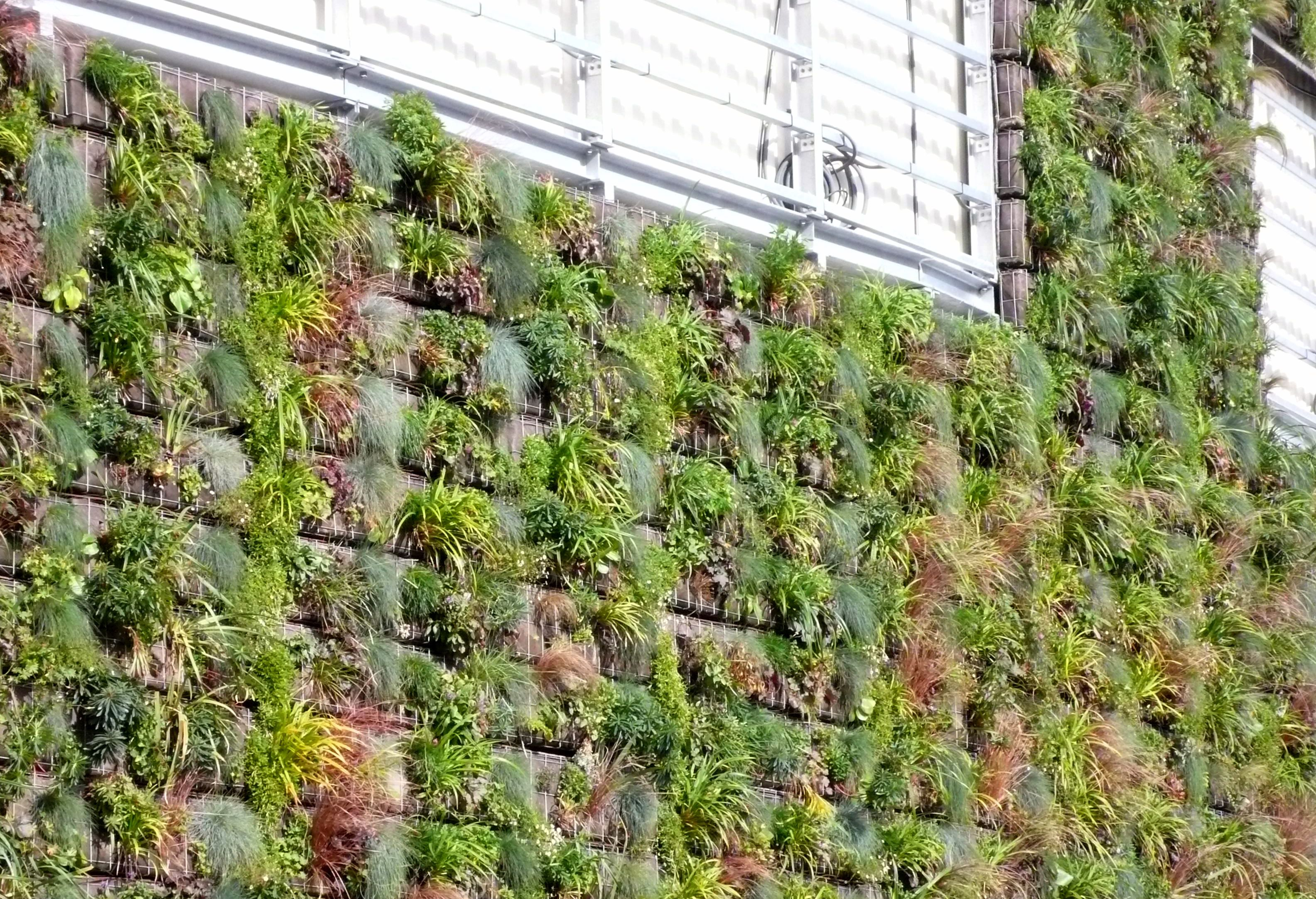
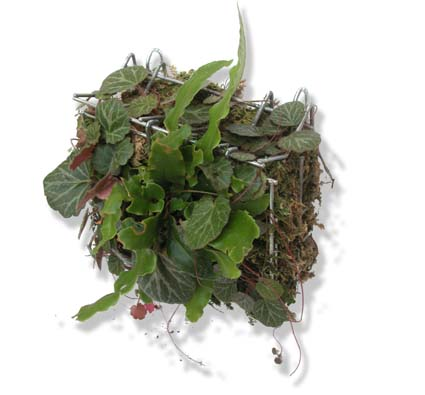
Greenbox, modul pro tvorbu vertikálních zahrad

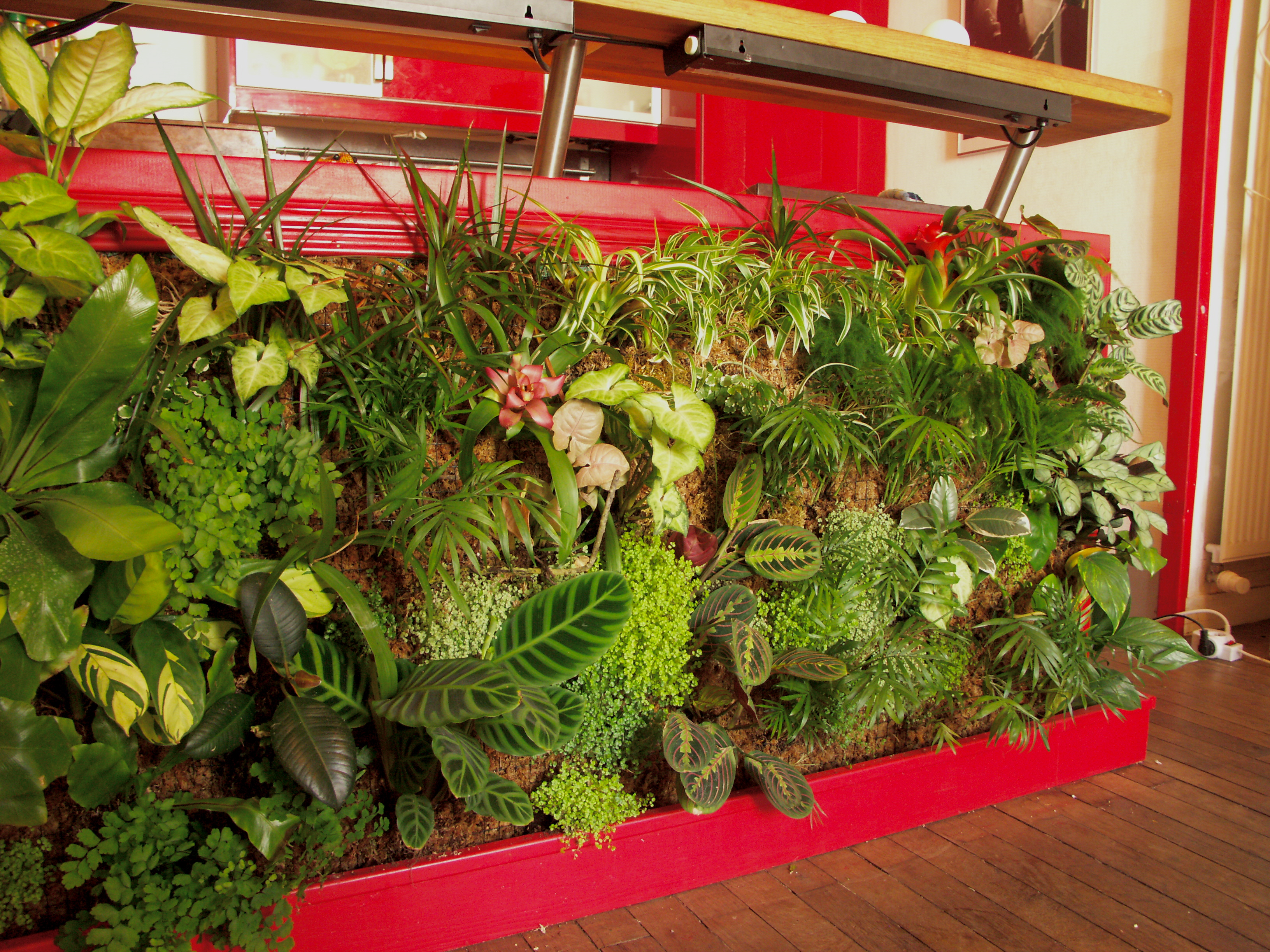

### Vertikální zahrady s rohožemi
Některé vertikální zahrady používají kokosová vlákna nebo plstěné podložky k vedení vody a jako oporu pro kořeny. Rohože jsou velmi tenké a ve více vrstvách. Nemohou však být oporou kořenových systémů vzrostlých rostlin déle než na tři až pět let. Voda pak už není vedena přes vlákna rohože. Jediný způsob opravy těchto vertikálních zahrad je nahrazení velkých částí vertikální zahrady odříznutím rohože ze zdi a nahrazením novou rohoží. Tento proces ohrožuje kořenové systémy rostlin na stěně a často zahubí mnoho okolních rostlin během procesu opravy. Tyto systémy je lépe používat v interiérech a jsou dobrou volbou v oblastech s nízkou seismickou aktivitou a při použití malých rostlin, které nemají velkou hmotnost. V opačném případě se může rostlina z rohože vytrhnout vlastní vahou v průběhu času nebo vlivem otřesů. Rohožové systémy jsou obzvláště neefektivní pro vedení vody a často vyžadují konstantní zavlažování vzhledem k tenké povaze média, neschopnosti tkaniny zadržovat vodu a poskytnout vyrovnané zásobování kořenů rostlin vláhou. Tato neefektivnost často vyžaduje, aby vertikální zahrady tohoto typu měly systém recirkulace vody. Tyto vertikální zahrady jsou vhodnější pro malé úpravy ne více než 2,5 m na výšku, kde jsou opravy snadno dokončeny.

### Složené vertikální zahrady
U vertikální zahrady složené z malých částí se používají jako prostředí k uchycení a výživu rostliny „bloky“ (moduly). Ty neobsahují substrát, ani nemají podložky. Moduly mohou být vyrobeny v různých velikostech, tvarech a tloušťkách. Tyto jednotky mají tu výhodu, že vydrží déle než 10 až 15 let a mohou mít vyšší nebo nižší kapacitu zadržování vody. V závislosti na výběru rostlin pro stěnu, může být jejich pH a výživové hodnoty upraveny tak, aby rostliny měly vhodné podmínky. Jsou také snadné na údržbu a výměnu. Představují nejrobustnější volbu pro použití na zhotovení vertikální zahrady v interiéru i exteriéru. Jsou také nejlepší volbou v oblastech, kde je třeba řešit v designu silný vítr, seismickou aktivitu nebo velkou výšku. Složené vertikální zahrady jsou lepší než jiné typy pro jejich dlouhou životnost a vhodnost použití za různých okolností. Jsou nejdražší z variant vertikálních zahrad pro zhotovení, ale mají nižší náklady na údržbu.

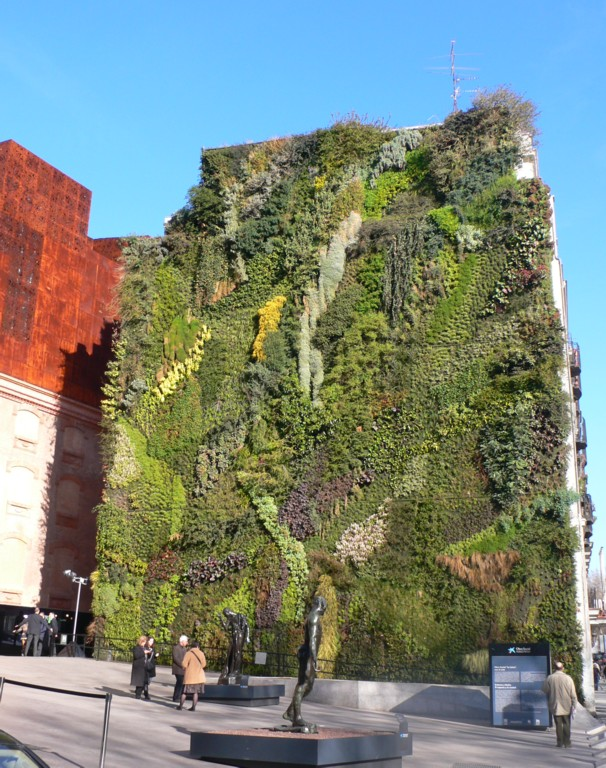
Caixa Forum Madrid

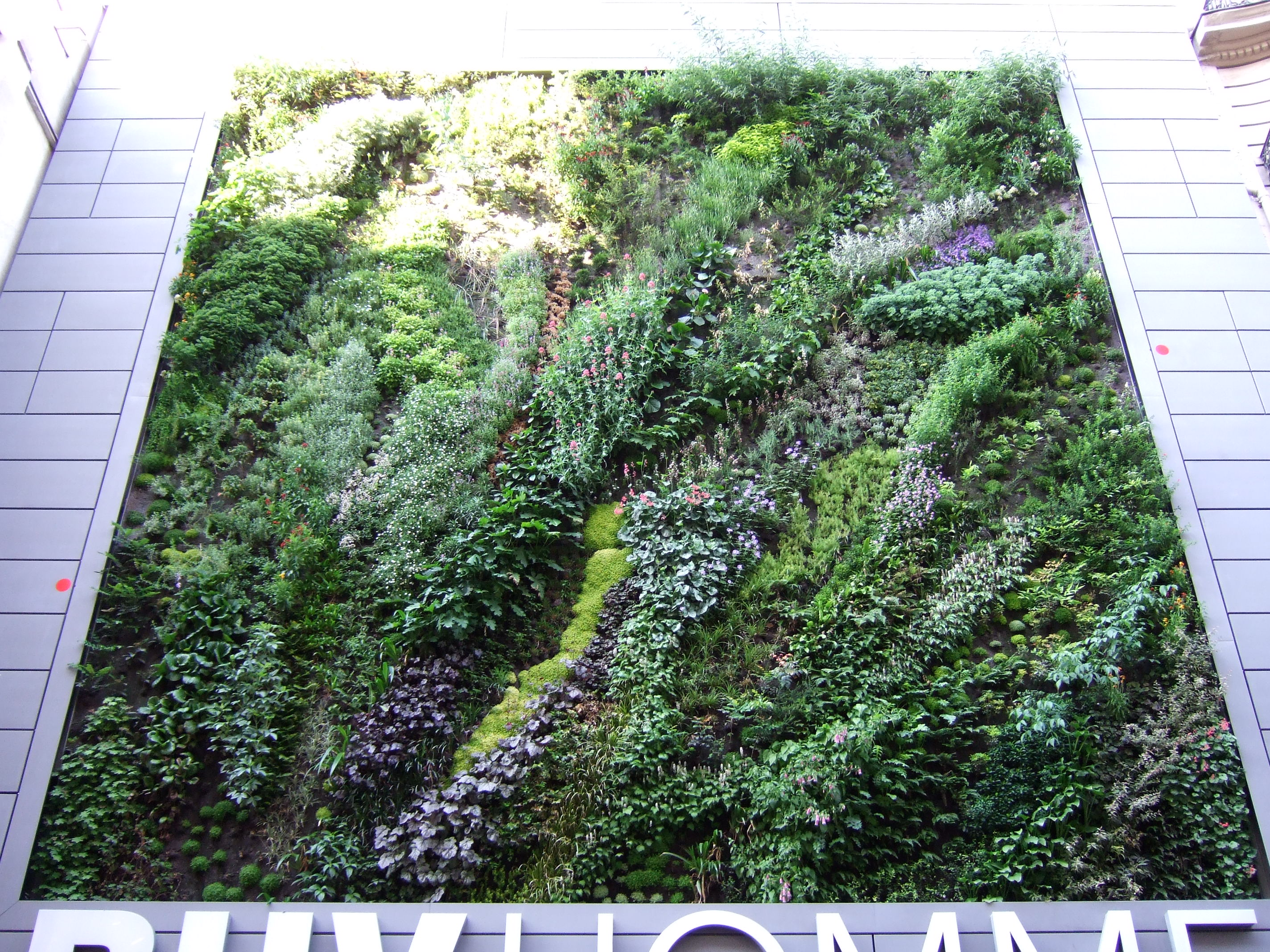
Vertikální zahrada v Paříži

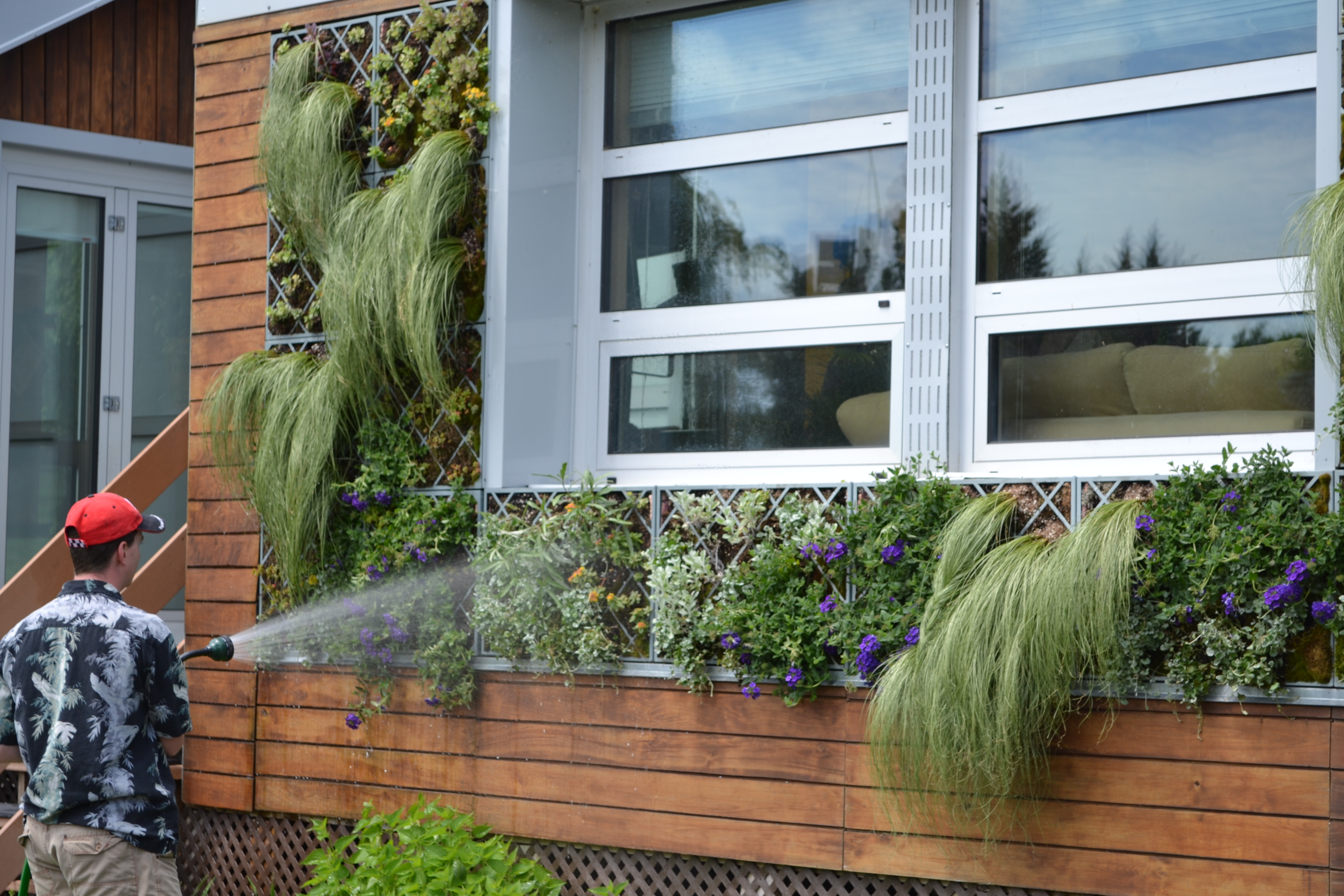
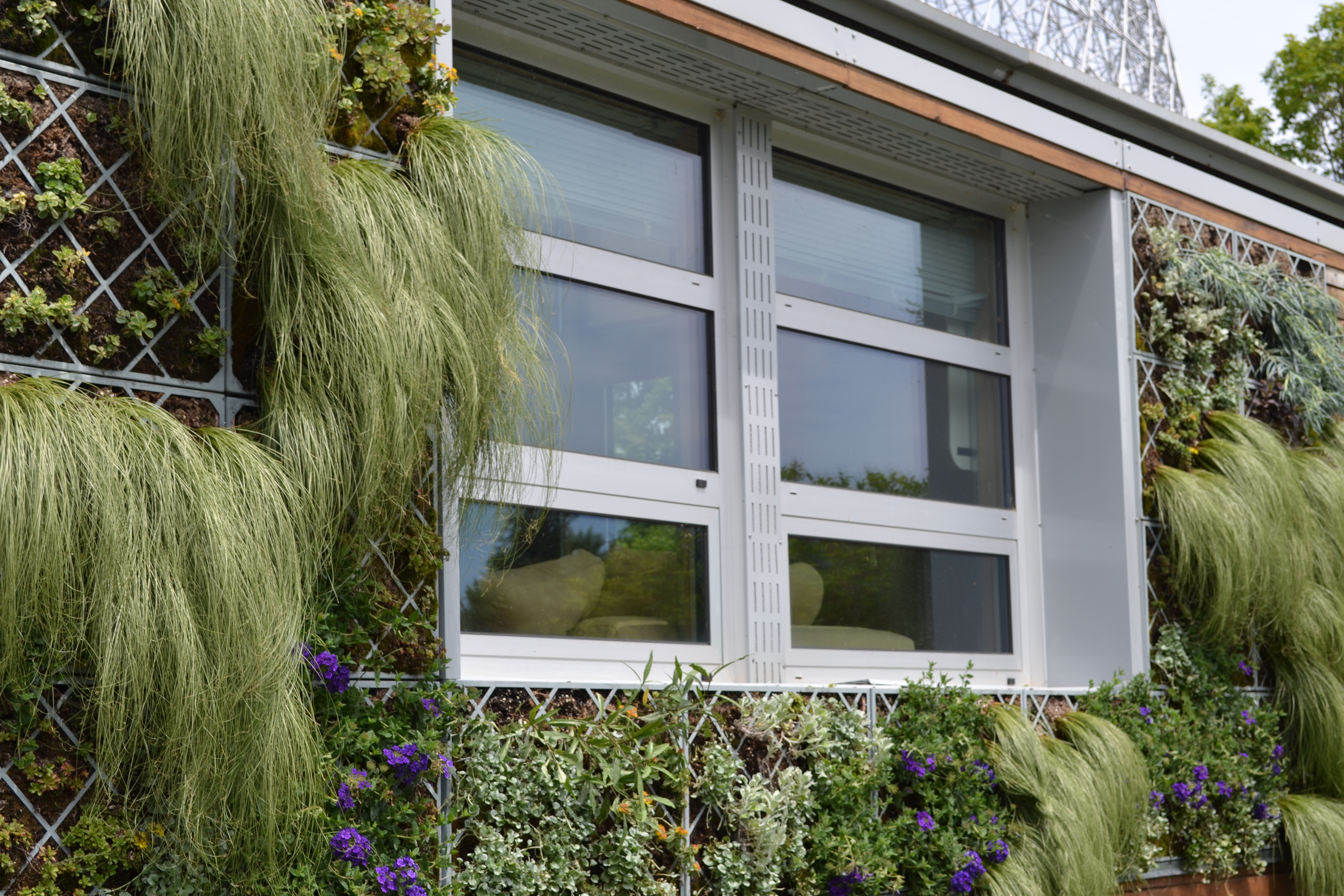
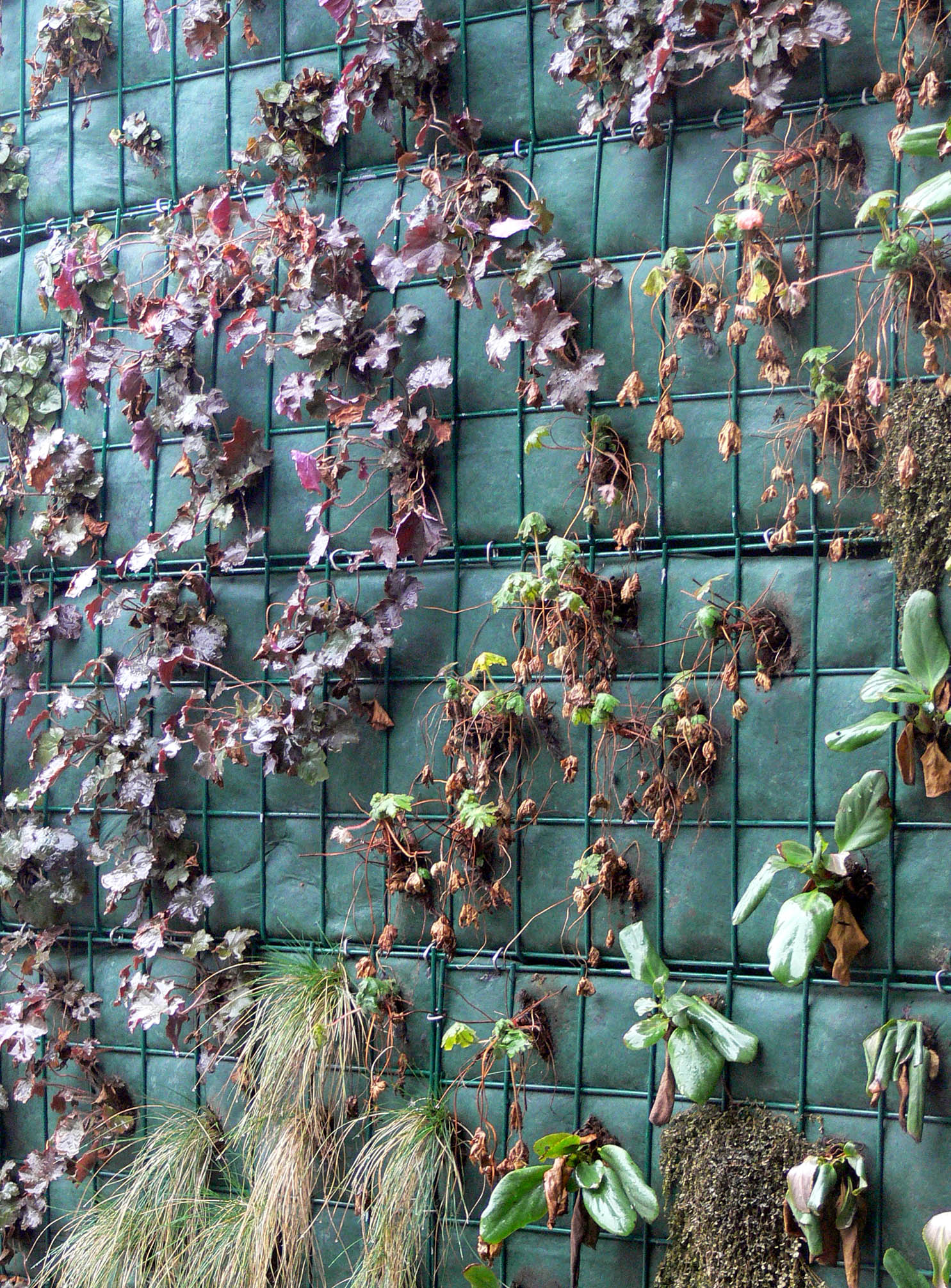
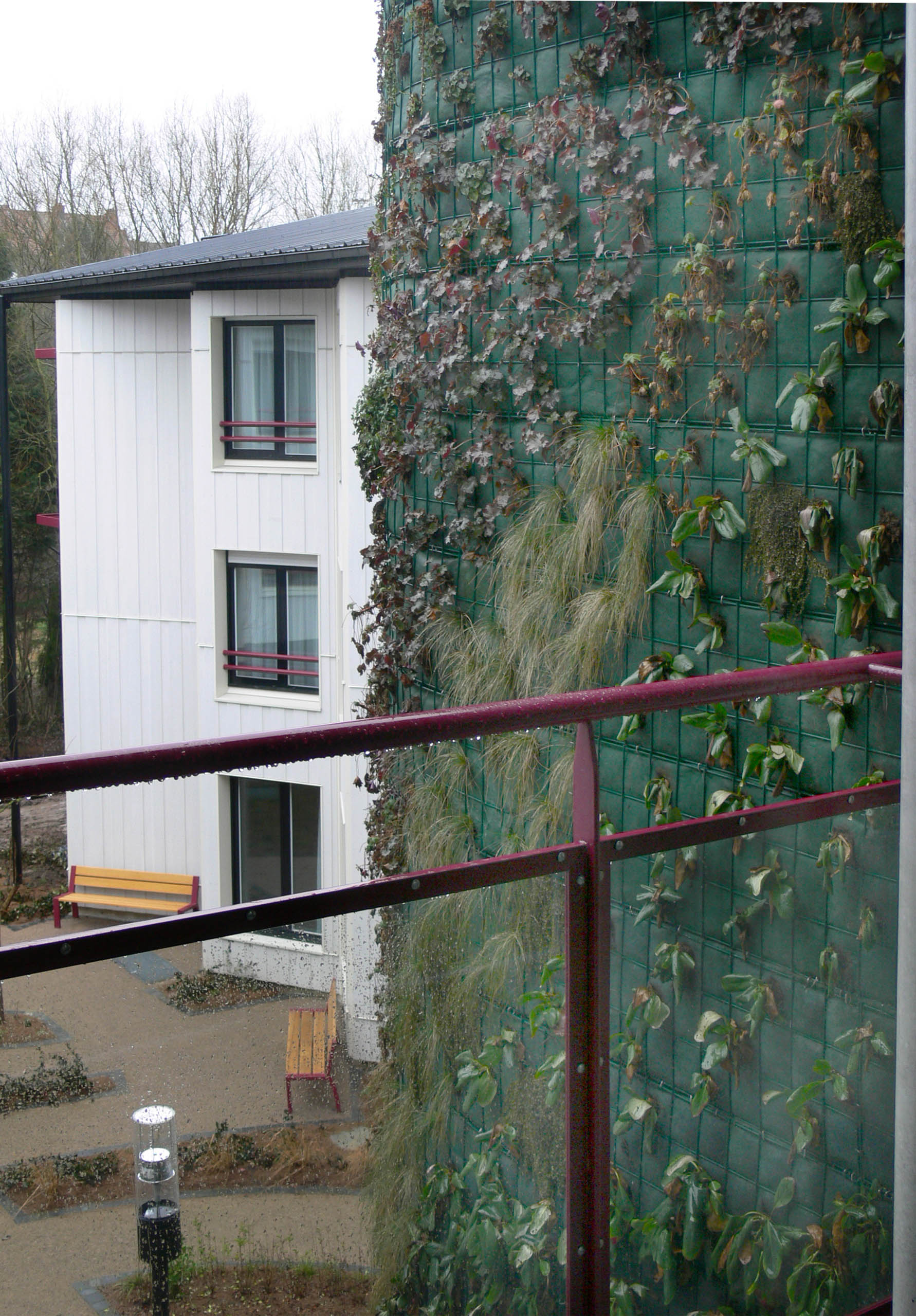
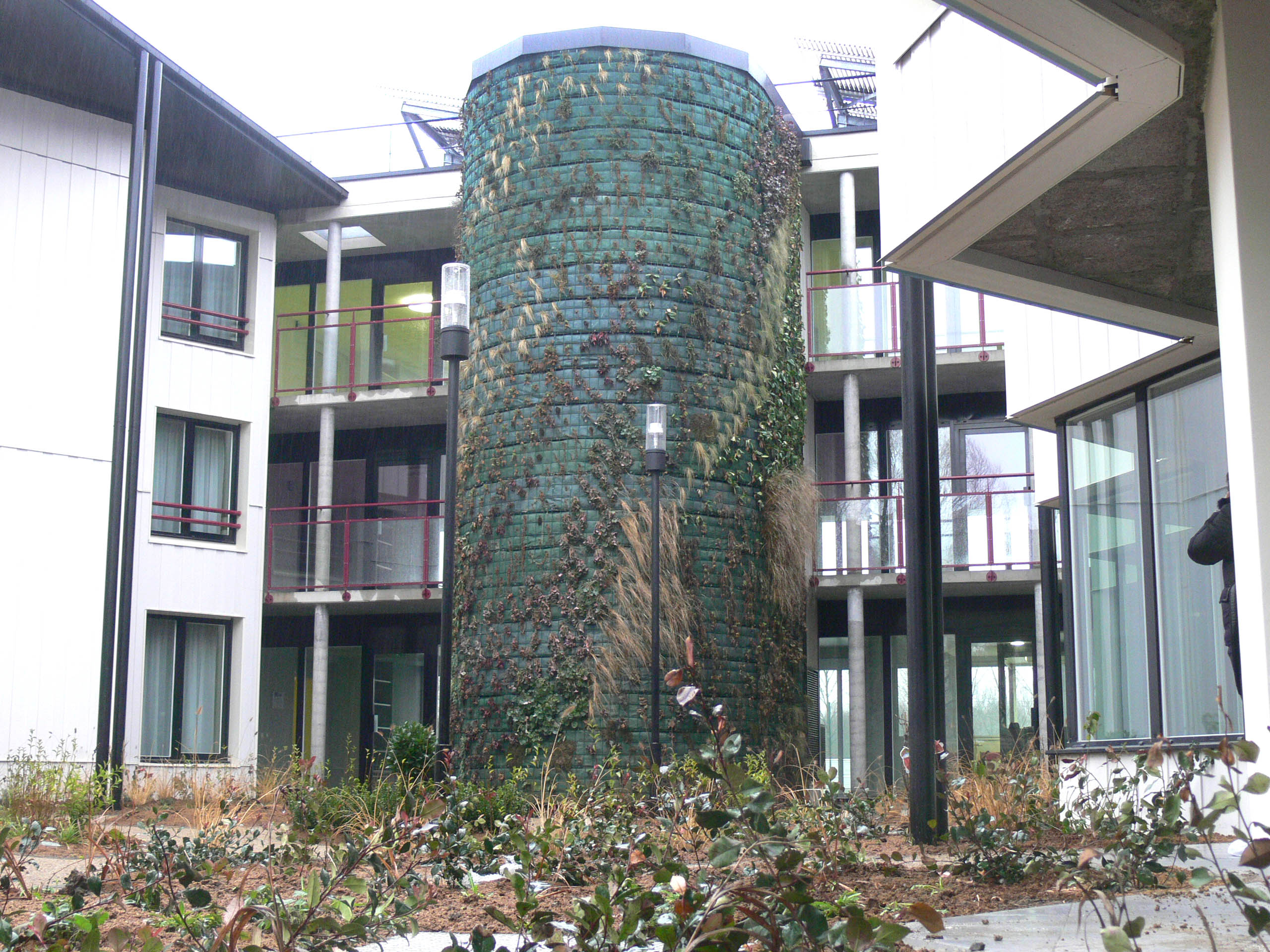
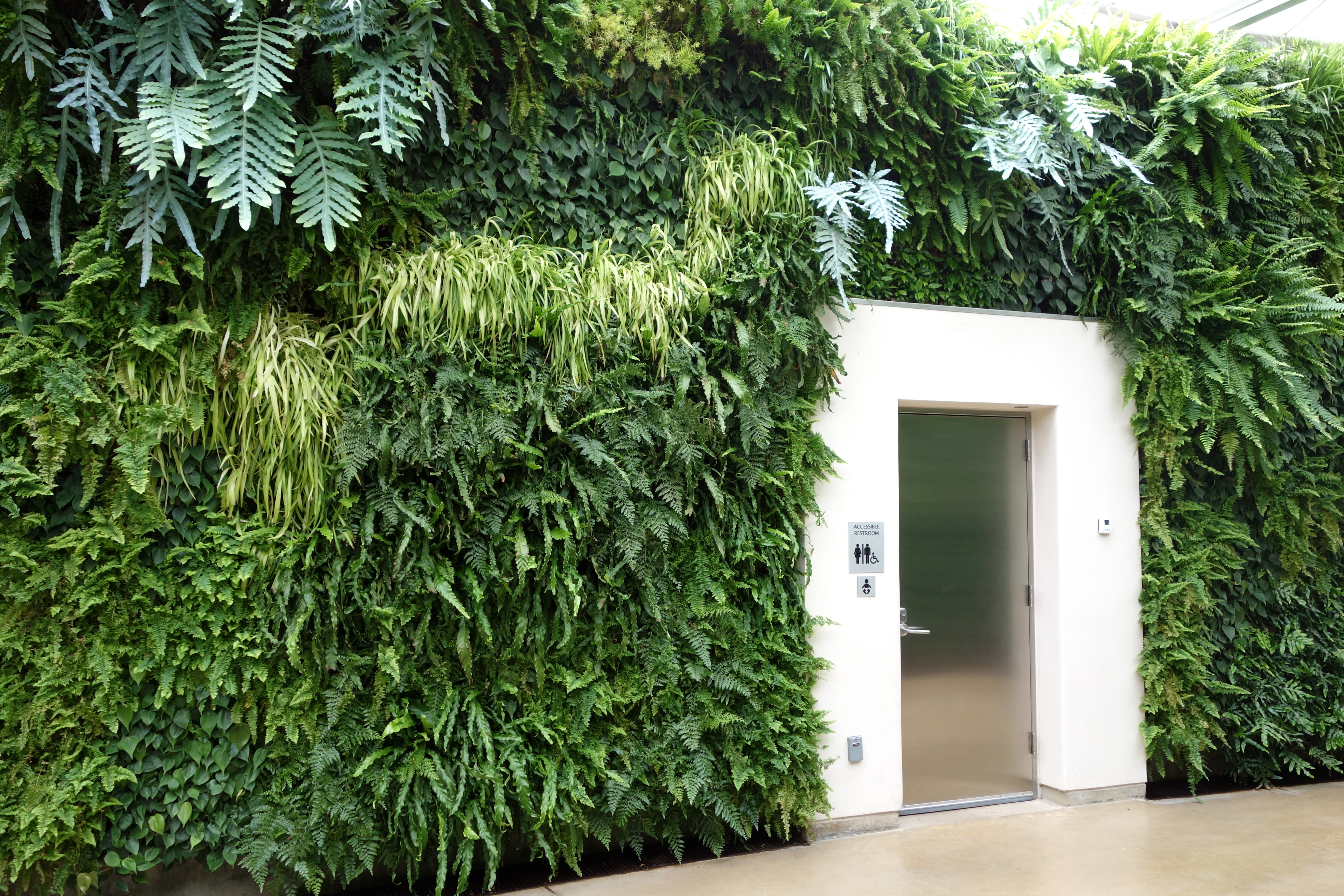
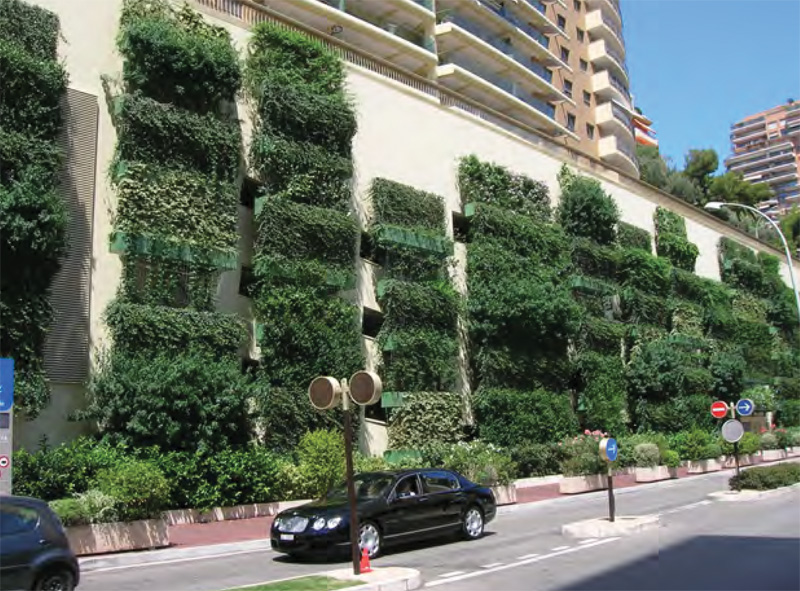
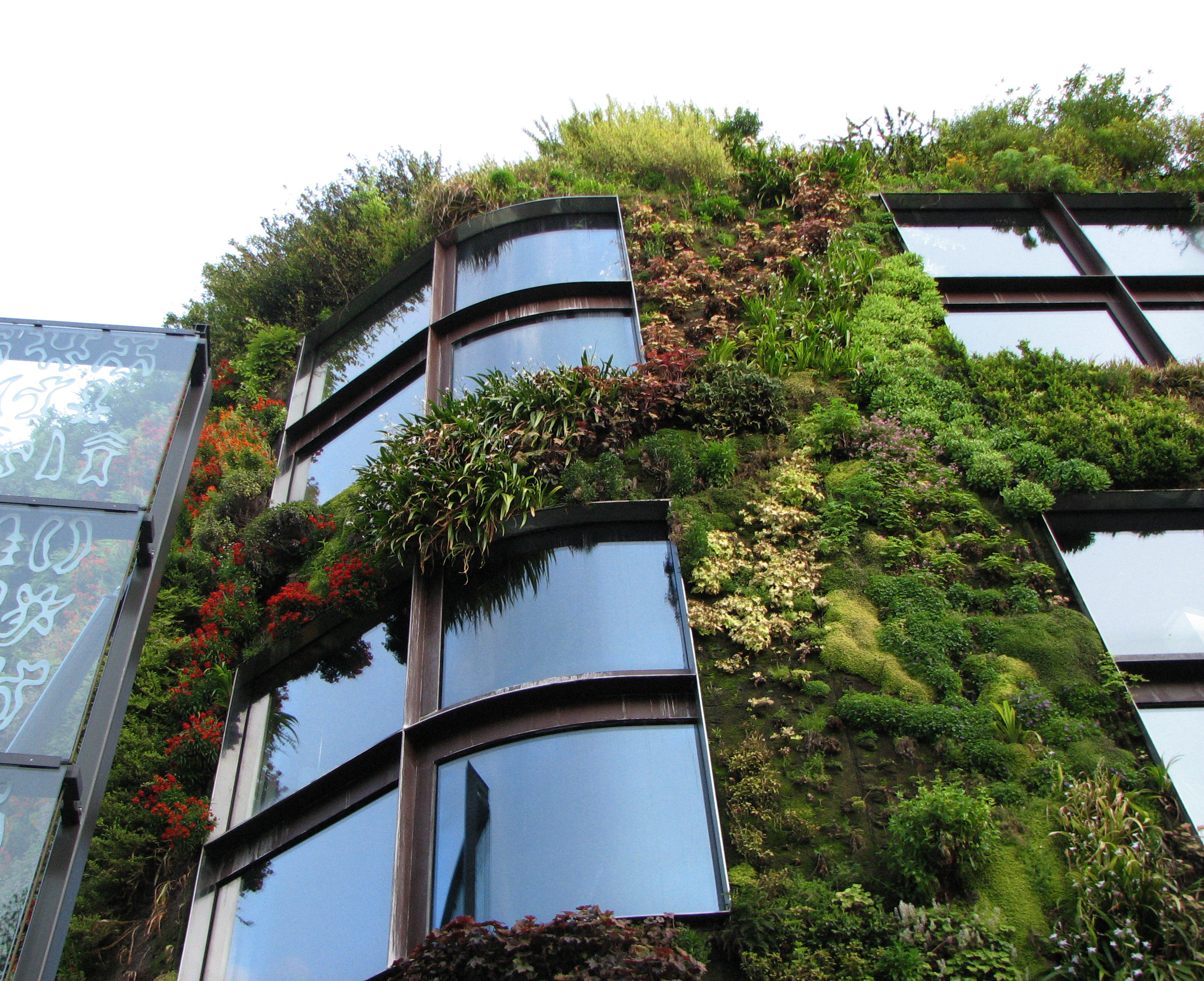
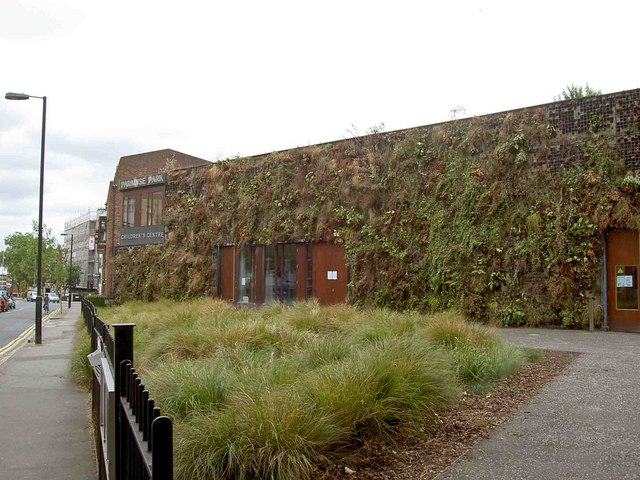
Vertikální zahrada v Islingtonu
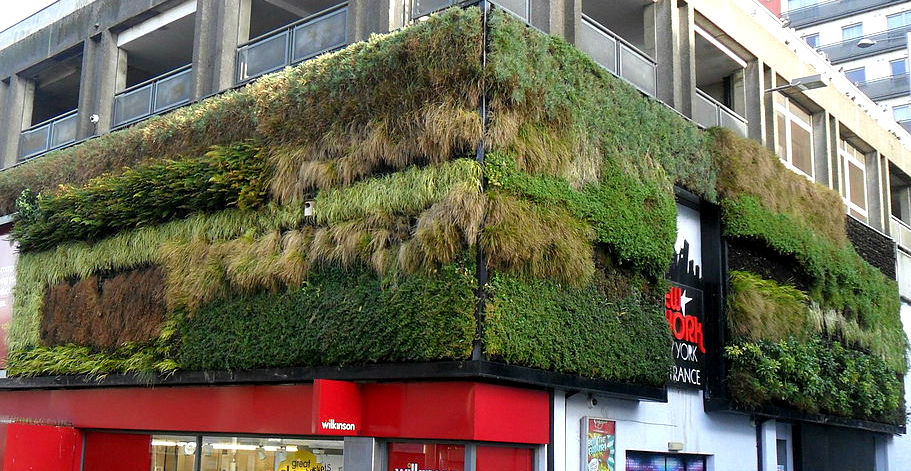
Vertikální zahrada v Suttonu
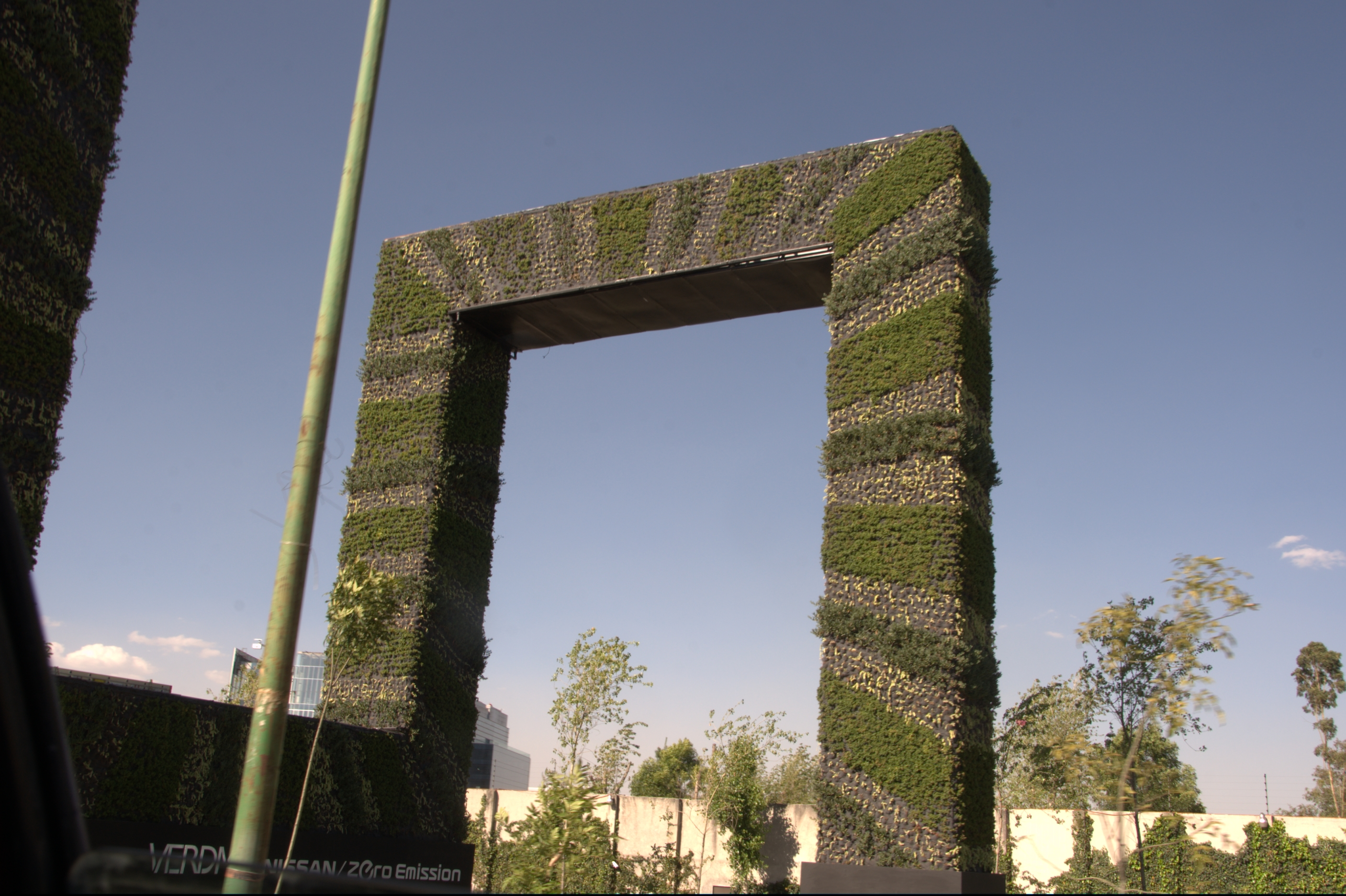
Vertikální zahrada v Mexiku

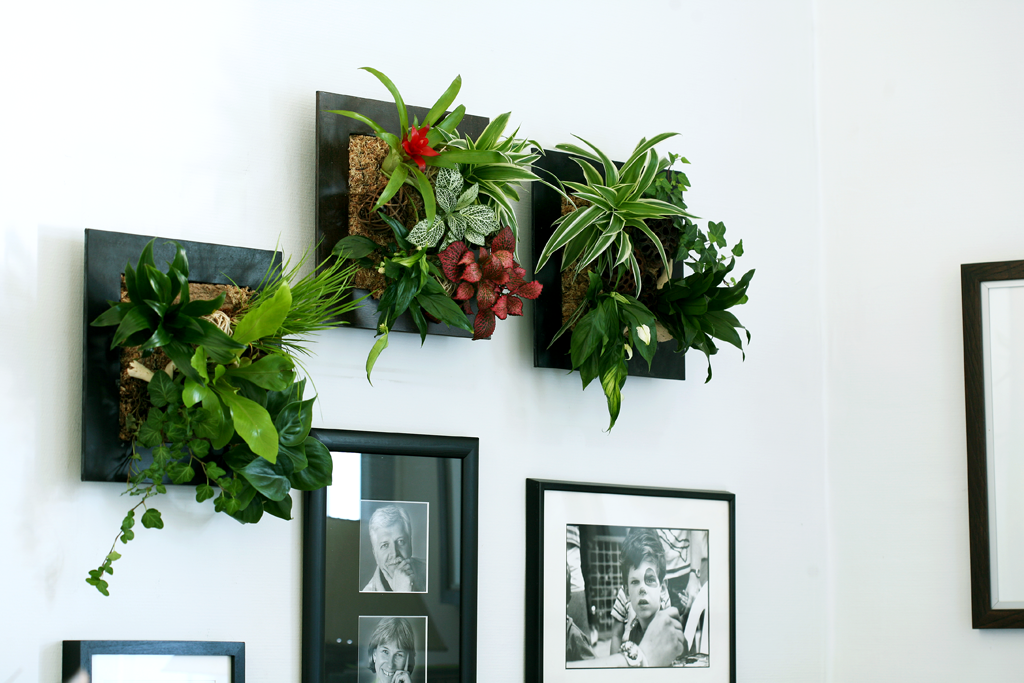
Malá výsadba v interiéru

## Vliv na kvalitu ovzduší
Jsou úvahy hodnotící vertikální zahrady jako „aktivní“ stěny obytné budovy. Ty aktivně vedou nebo zesilují proudění vzduchu přes listy rostlin a jejich kořeny, a pak jej směřují do vzduchotechnického systému budovy k recirkulaci po celém objektu. Avšak stavební zákon stále vyžaduje všechna standardní vzduchová filtrační zařízení, která by měla být nainstalována v každém případě, a to i přes instalaci B. C. Wolvertonem takto použité vertikální zahrady. To znamená, že aktivní stěny obytné budovy nezlepší kvalitu ovzduší do té míry, aby instalace jiných filtračních systémů zlepšující kvalitu ovzduší mohla být pominuta a došlo k úspoře nákladů. Proto je smysl dodatečných nákladů na projektování, plánování a provádění vertikální zahrady jako aktivní stěny obytné budovy ještě zpochybňován.
Oblast kvality ovzduší a rostlin je nadále předmětem zkoumání. Většina prováděného výzkumu pochází ze studií NASA uskutečněných v roce 1970 a 1980 B. C. Wolvertonem. Jiná studie byla provedena např. na University of Guelph Alanem Darlingtonem. Další výzkumy ukázaly, že rostliny mají vliv na zdraví kancelářských pracovníků.

## Kritika
Vertikální zahrady jsou kritizovány za svou velkou nákladnost, těžkou proveditelnost a náročnou údržbu i zranitelnost. Vertikální zahradě se často musí přizpůsobit statika celé budovy a na závlahu je spotřebováno velké množství vody, velká část z ní se navíc nevyužije. Navíc vertikální zahrady ani příliš nepodporují biodiverzitu. Zálivka v mrazivých obdobích je navíc velmi těžko proveditelná. S výjimkou malých, ručně zalévaných vertikálních zahrádek na balkonech a lodžiích, jsou velké vertikální zahrady více než funkční především reprezentativní záležitostí.